# Ludwig Aßner
Ludwig Aßner (* 6. oder 8. April 1893 in Landsberg am Lech; † 17. August 1940 in Le Puy-en-Velay, Département Haute-Loire, Frankreich) war ein deutscher Politiker (Völkischer Block). Er war unter anderem Abgeordneter des Bayerischen Landtags.

## Leben und Wirken
Aßner nahm mit der Bayerischen Armee am Ersten Weltkrieg teil.
Nach der Novemberrevolution von 1918 arbeitete er zeitweise als Leibchauffeur von Kurt Eisner.
Später wechselte Aßner von den Kommunisten zu den Nationalsozialisten, wo er sich als radikaler „Pfaffenhetzer“ betätigte. 1924 wurde er als Kandidat für den Völkischen Block in den Bayerischen Landtag gewählt. Sein Mandat legte er jedoch bereits am 5. Juni 1924 wieder nieder. Da Aßner kurz vor der Wahl zu einer viermonatigen Gefängnisstrafe verurteilt worden war, konnte er sein Mandat nie ausüben. Die Aufstellung Aßners war auf den heftigen Protest Adolf Hitlers gestoßen, der seinerzeit ebenfalls inhaftiert war. Sein Nachfolger im Parlament wurde Xaver Hirschauer.
1933 fiel Aßner noch einmal auf, als die Bayerische Legation in Berlin meldete, dass er eine kuriose Morddrohung gegen den kurz zuvor zum Reichskanzler ernannten Hitler ausgesprochen hatte, mit der Begründung, dass Hitler ein völlig Wahnsinniger sei, der das Land ins Elend führen würde, was er, Aßner, durch seine Tat verhindern würde. Die Drohung wurde allerdings als unbegründet verworfen, als Aßner seine Bereitschaft erklärte, seine Pläne gegen die Zahlung einer sehr großen Geldsumme wieder aufzugeben.
Aßner starb am 17. August 1940 im Alter von 47 Jahren in Le Puy-en-Velay, kurz nach der Kapitulation Frankreichs, wobei er in der Akte des französischen Verteidigungsministeriums als „victime civile“ („ziviles Opfer“) bezeichnet wird. Die genaue Art seines Todes bleibt allerdings unklar.